# Poy Sang Long

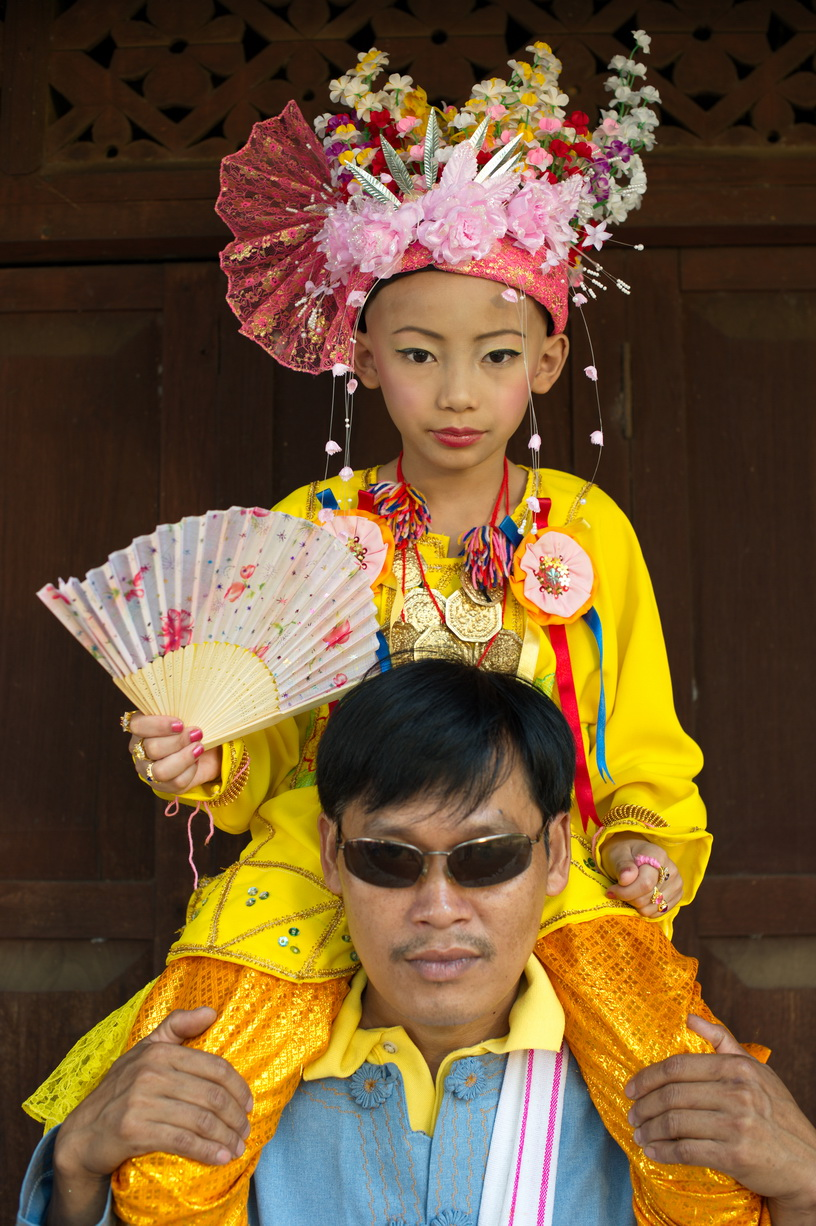
Poy Sang Lon à Mae Hong Son (nord de la Thaïlande), 2012.

Poy sang long ou Poï sang long (Shan : ပွႆးသၢင်ႇလွင်း ; thaï : ปอยส่างลอง) (appelé aussi parfois Poy Look Kaew ou Poy Noi) est une cérémonie et un rite de passage chez les membres de l'ethnie Shan, en Birmanie et dans le nord de la Thaïlande voisine, comparable à la shinbyu. Elle concerne des garçons entre sept et quatorze ans et consiste à prononcer des vœux monastiques. Les novices doivent participer à la vie du monastère pendant une période qui peut varier d'une semaine à plusieurs mois ou plus. Habituellement, un grand groupe de garçons est ordonné sāmaṇera (moine novice) en même temps.

## Étymologie
Puy Sang Long se décompose comme suit :
- poy (ပွႆး) signifiant " événement ", emprunté au birman pwe
- sang (သၢင်ႇ), qui proviendrait de khun sang ('brahmane') ou sang ('moine novice') ;[1]
- long (လွင်း), du long signifiant Bodhisattva ou 'lignée du roi', emprunté au birman alaung (အလောင်း).

## Histoire
Le premier Poy sang long de l'histoire aurait eu lieu du vivant du Bouddha, il y a deux millénaires et demi. C'est son propre fils Rāhula qui s'est approché du père prodigue, à la demande de sa mère Yaśodharā, pour demander son héritage. "Très bien", aurait dit le Bouddha, "voici donc mon héritage pour toi", faisant signe à l'un de ses disciples de raser la tête du jeune prince et de le parer de la robe d'un ascète en échange de sa robe princière, et Rāhula fut alors prié de suivre le Bouddha dans son monastère de la forêt.

## La cérémonie
La cérémonie de la Poy Sarng Long est organisée afin de donner l'occasion aux enfants d'étudier le Dharma selon les enseignements du Bouddha. On croit que les personnes impliquées gagneront du mérite grâce à cette tradition. 
Elle est normalement organisée en mars-avril de chaque année (pendant les vacances des étudiants). Les villageois prennent rendez-vous pour que leurs enfants soient ordonnés novices le même jour. Les enfants qui seront ordonnés novices sont habillés et parés d'ornements précieux. 

Poy Sang Long à Chiang Mai
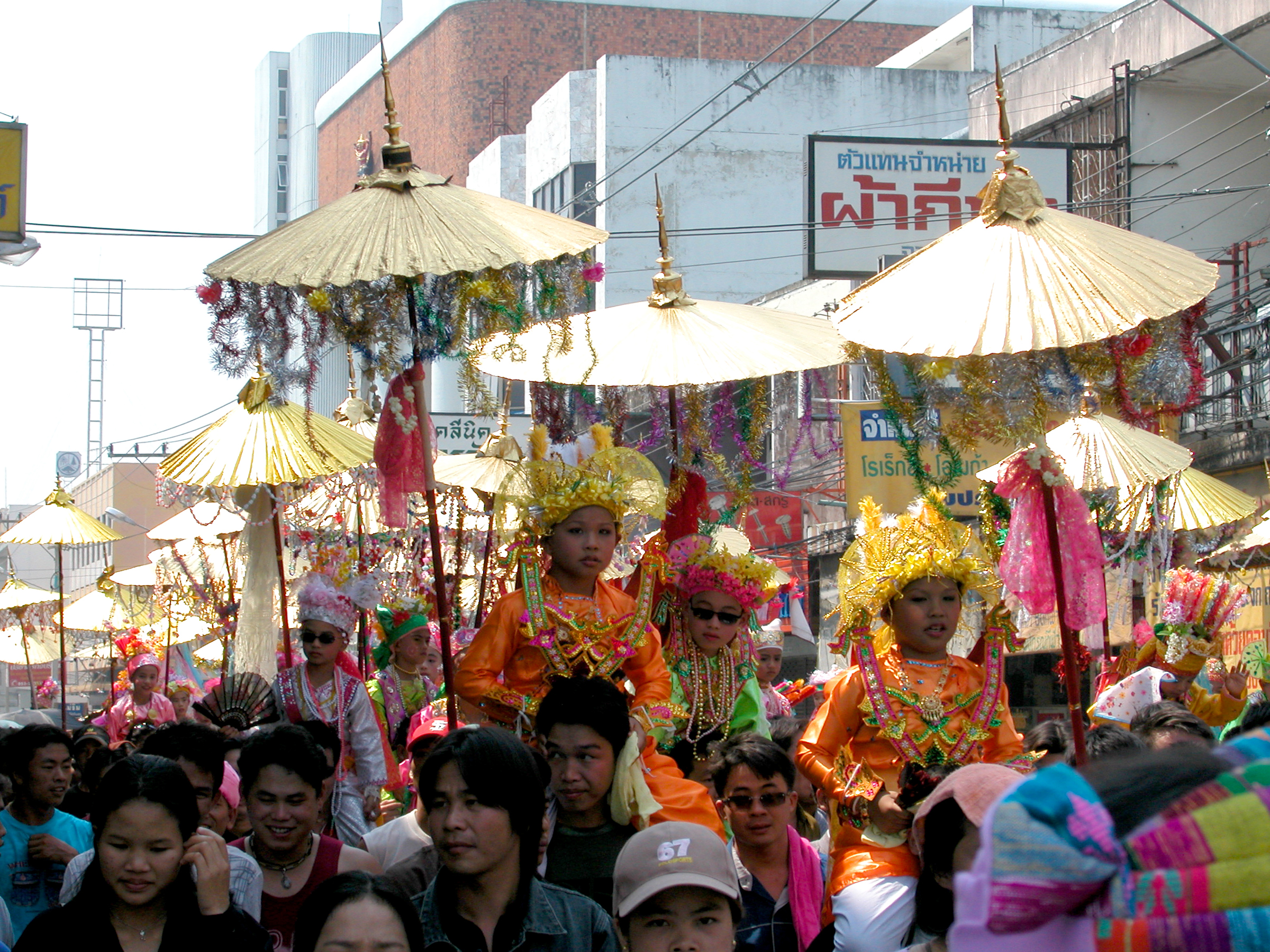
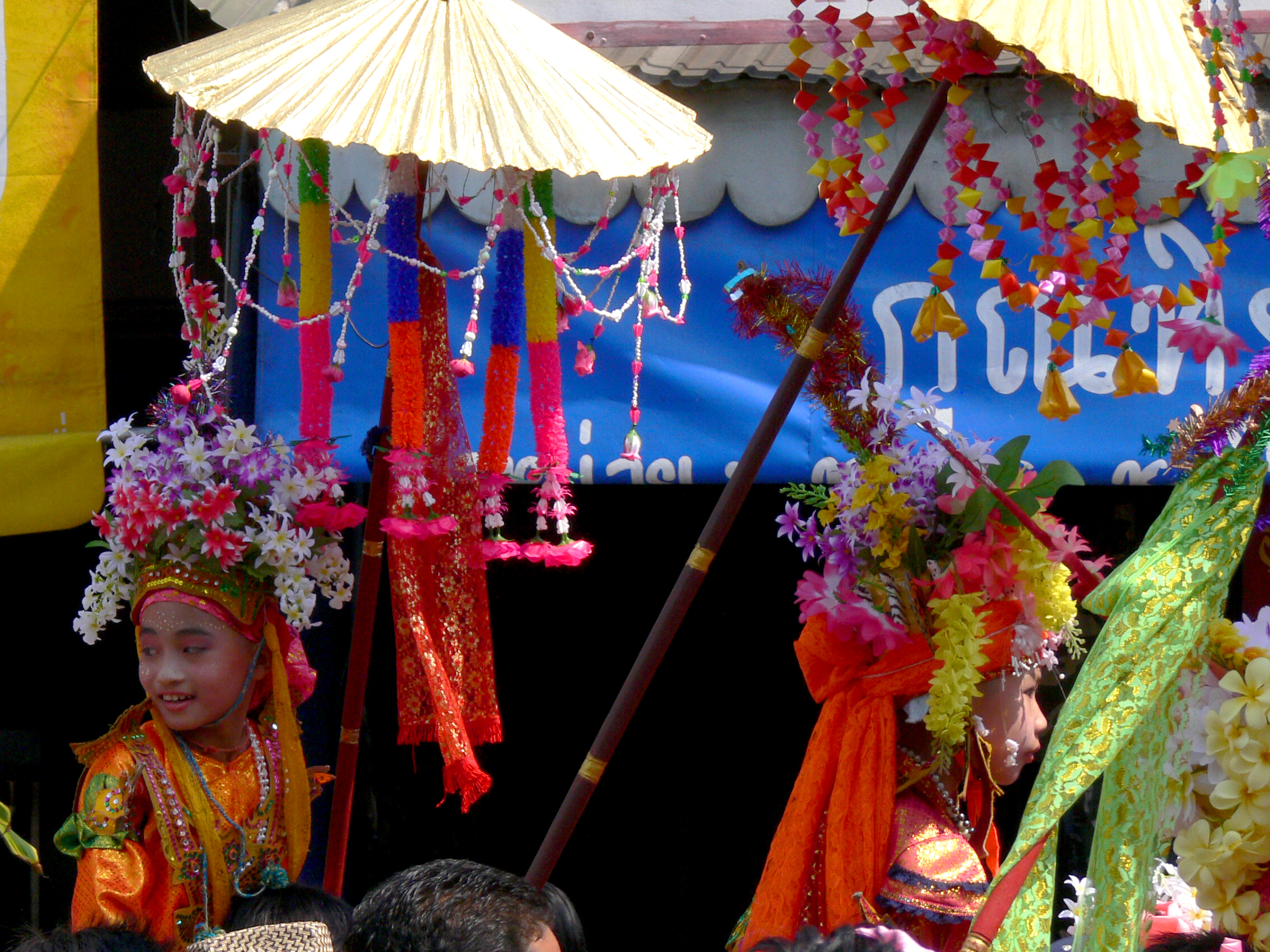
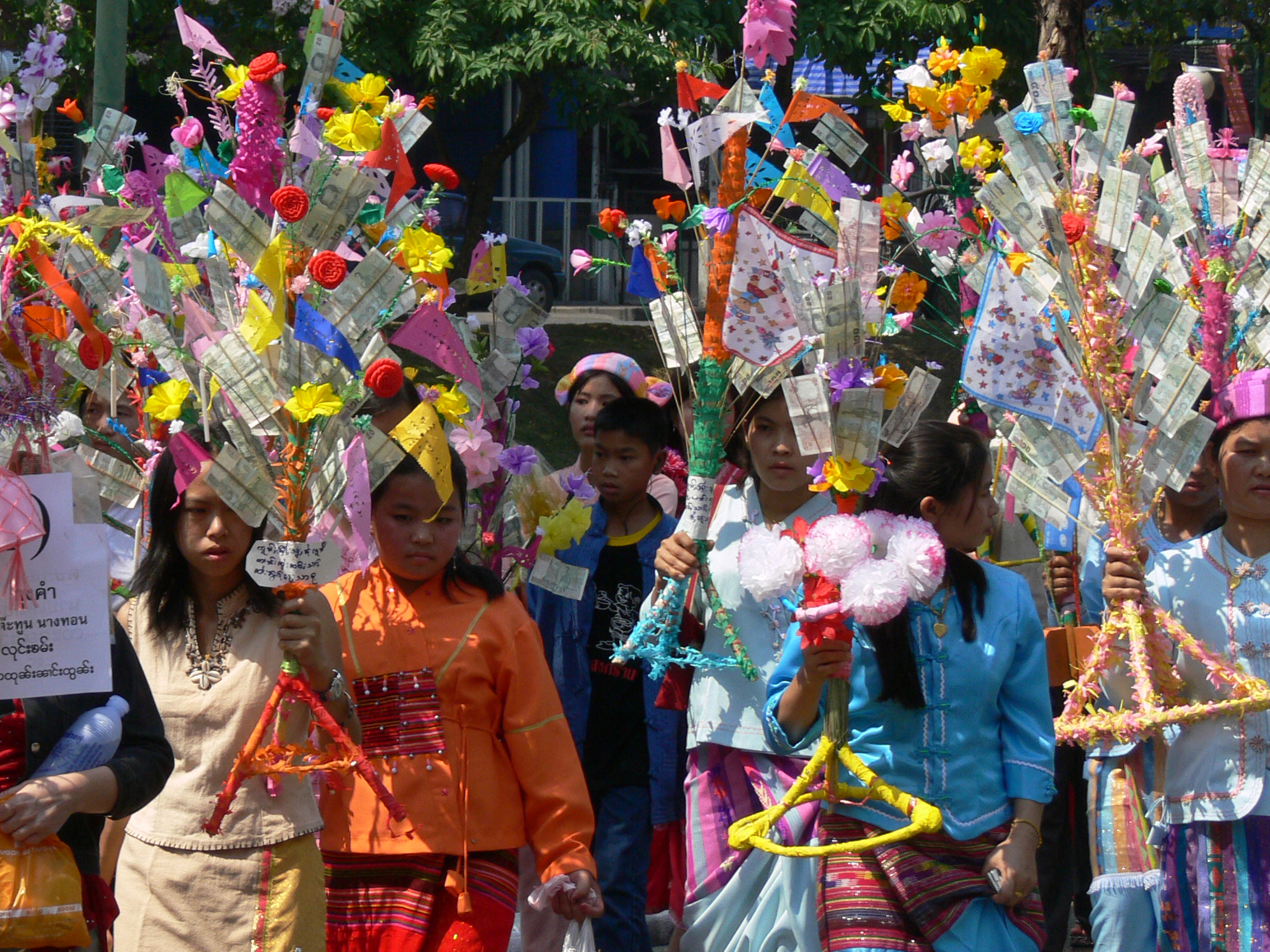
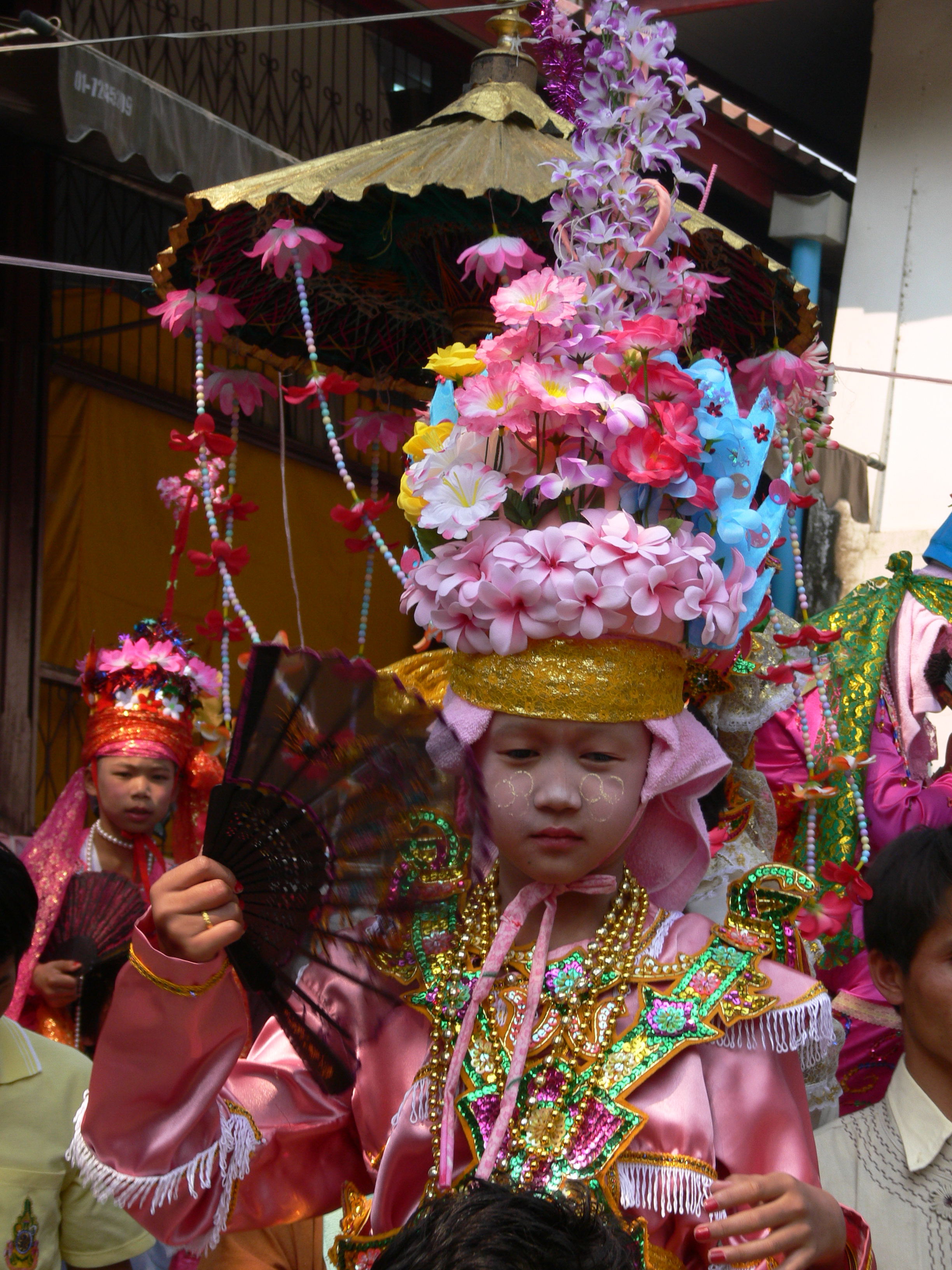

## Les 3 jours
La Poy Sarng Long se déroule en 3 jours. 
Le premier jour est appelé "Journée Hae Sarng Long". Ce jour-là, tous les novices à ordonner participeront à la cérémonie de rasage des cheveux, mais pas des sourcils (selon la croyance birmane, on ne rase pas les sourcils). Ils se maquilleront et s'habilleront magnifiquement. À ce stade, les novices qui seront ordonnés sont appelés sarng long et  seront emmenés à la rencontre de leurs parents pour recevoir quelques préceptes et être bénis par eux. 
Le deuxième jour est appelé "Jour Hae Krua Loo". Les sarng longs (les novices à ordonner) seront amenés à défiler en public. Le sarng long pourra monter à cheval ou, s'il n'y a pas de cheval, il sera porté sur l'épaule de quelqu'un. Dans la soirée, il y aura une cérémonie pour le sarng long et des spectacles shans pendant la nuit. 
Le troisième jour est appelé "Jour de Kharm Sarng". C'est le jour de l'ordination des novices qui a lieu dans le temple.

Poy Sang Mong à Mae Hong Son
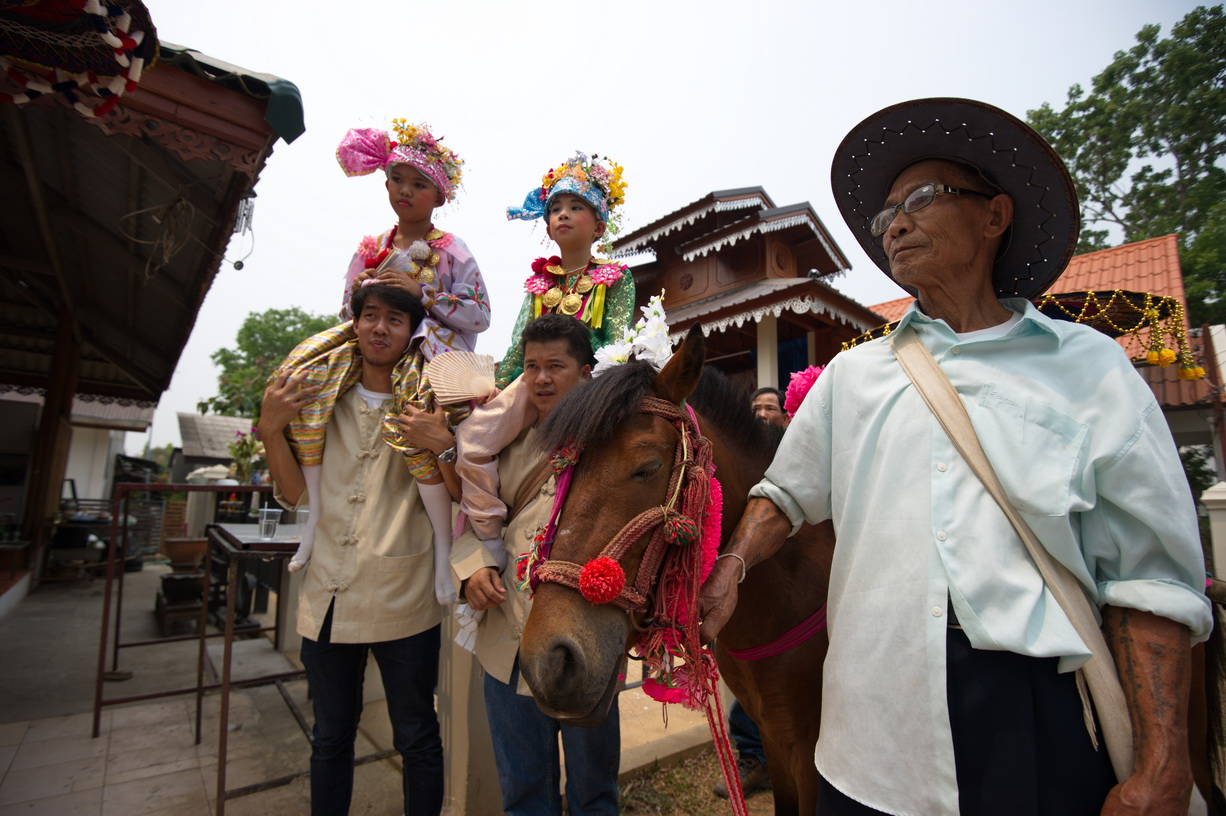
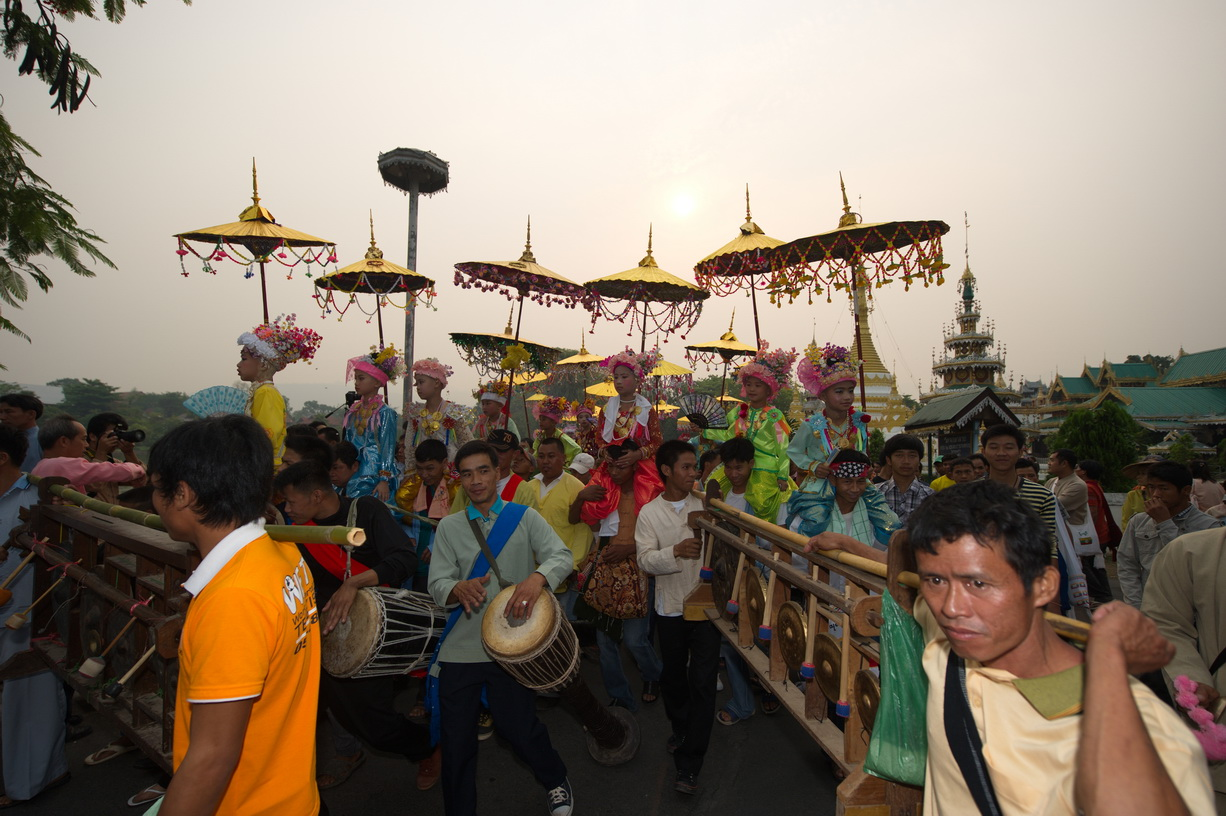
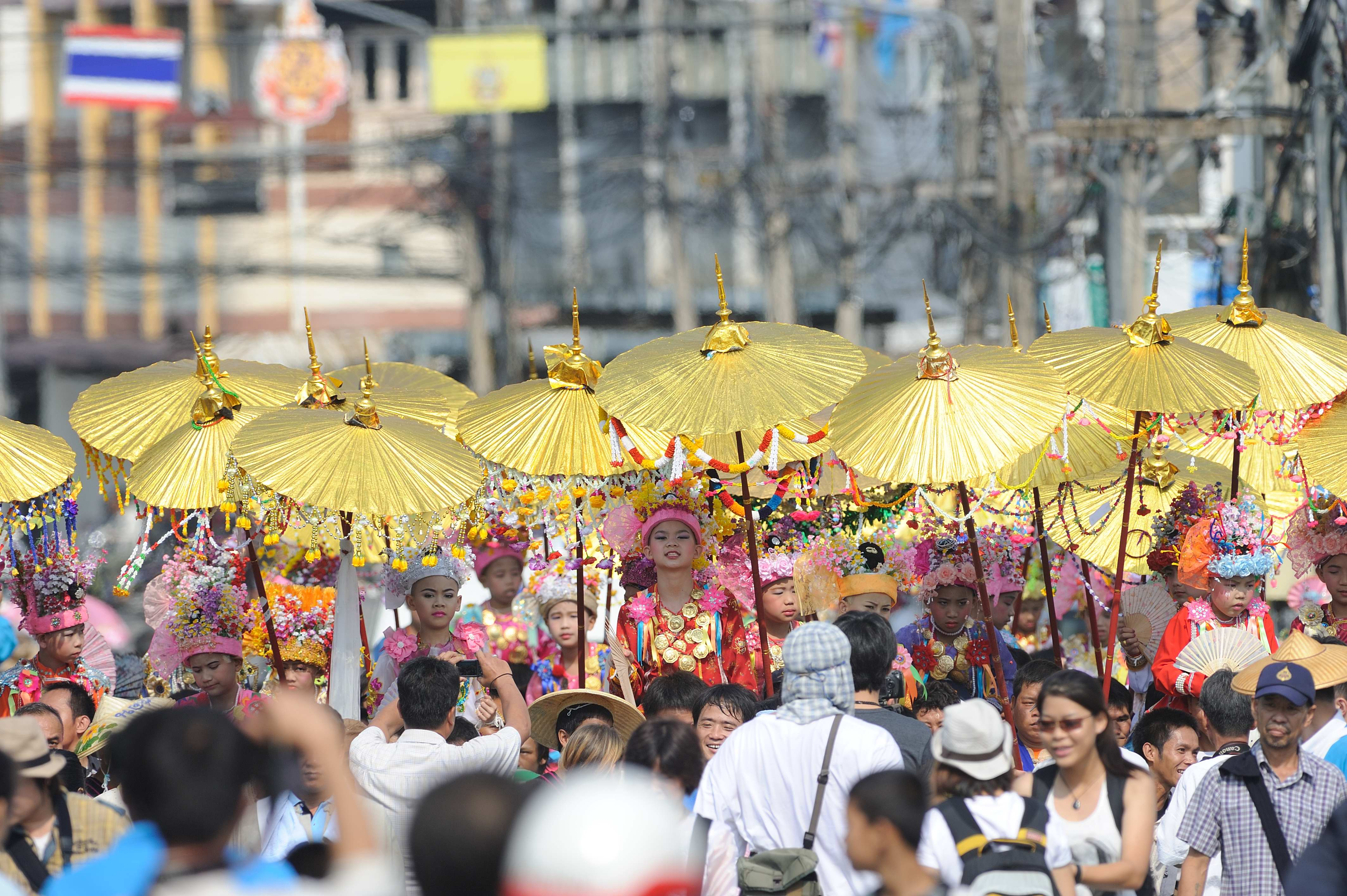